# 파크 로열 쇼핑센터
파크 로열 쇼핑센터(Park Royal Shopping Center)는 캐나다 브리티시컬럼비아주 웨스트밴쿠버에 있는 쇼핑 센터이다. 1950년에 이 쇼핑 센터를 개장했고, 현재는 280개 정도의 가게가 있다. 이 쇼핑 센터는 사우스 파크 로열과 노스 파크 로열 2개로 나뉘어 있다.